# Sunčana zaručnica
Sunčana zaručnica (helenijum, lat. Helenium) je rod trajnica iz porodice glavočika (Compositae). Tridesetak vrsta raste od središnje Kanade na jug do Ognjene Zemlje.

## Vrste
1. Helenium amarum
2. Helenium apterum
3. Helenium argentinum
4. Helenium arizonicum
5. Helenium aromaticum
6. Helenium atacamense
7. Helenium autumnale
8. Helenium bigelovii
9. Helenium bolanderi
10. Helenium brevifolium
11. Helenium campestre
12. Helenium centrale
13. Helenium chihuahuensis
14. Helenium donianum
15. Helenium drummondii
16. Helenium elegans
17. Helenium flexuosum
18. Helenium glaucum
19. Helenium insulare
20. Helenium laciniatum
21. Helenium linifolium
22. Helenium mexicanum
23. Helenium microcephalum
24. Helenium ovallense
25. Helenium pinnatifidum
26. Helenium puberulum
27. Helenium quadridentatum
28. Helenium radiatum
29. Helenium scaposum
30. Helenium scorzonerifolia
31. Helenium stenopterum
32. Helenium thurberi
33. Helenium urmenetae
34. Helenium vallenariense
35. Helenium vernale
36. Helenium virginicum